# HUGtto! Pretty Cure Futari wa Pretty Cure: All Stars Memories
HUGtto! PreCure♡Futari wa Precure All Stars Memories (映画 HUGっと!プリキュア♡ふたりはプリキュア オールスターズメモリーズ, Eiga HUGtto! Purikyua ♡ Futari wa Purikyua Ōru Sutāzu Memorīzu) est un film d'animation japonais réalisé par Hiroshi Miyamoto et sorti le 27 octobre 2018 au Japon. C'est une adaptation de la série d'animation HUGtto! PreCure diffusée de février 2018 à janvier 2019.
Il est premier du box-office japonais de 2018 lors de sa première semaine d'exploitation. Il est inscrit dans le livre Guinness des records pour le « plus grand nombre de guerrières magiques dans un film d'animation japonaise », avec la présence de 55 Cures.

## Synopsis
Film réunissant 55 héroïnes de la franchise Pretty Cure.